# Diebach
Diebach – miejscowość i gmina w Niemczech, w kraju związkowym Bawaria, w rejencji Środkowa Frankonia, w regionie Westmittelfranken, w powiecie Ansbach, wchodzi w skład wspólnoty administracyjnej Schillingsfürst. Leży w paśmie Frankenhöhe, około 27 km na zachód od Ansbachu, przy autostradzie A7.

## Dzielnice
W skład gminy wchodzą następujące dzielnice: 
- Diebach
- Unteroestheim
- Oberoestheim
- Bellershausen
- Wolfsau